# Commanderie suisse de Saint-Jean
La commanderie suisse de Saint-Jean est une association suisse à but non lucratif œuvrant dans le domaine social et qui se réclame des Hospitaliers de Saint-Jean de Jérusalem.
Il tire son origine de l'Ordre protestant de Saint-Jean, allemand. Fondée en 1937 à Berne, la commanderie suisse de Saint-Jean est membre de l'Alliance des ordres de Saint-Jean et en abrite le siège,. La Commanderie suisse est constituée de six sous-Commanderies : Bâle, Berne, Zurich, Neuchâtel, Vaud et Genève.